# Comuna Păușești-Măglași, Vâlcea
Păușești-Măglași este o comună în județul Vâlcea, Oltenia, România, formată din satele Coasta, Păușești-Măglași (reședința), Pietrari, Ulmețel, Valea Cheii și Vlăduceni.

## Geografie

### Așezare
Situată la 10 km nord-vest de municipiul Rm. Vâlcea, în marele bazin pomicol al depresiunii subcarpatice, pe șoseaua ce leagă Băile Olănești de Rm. Vâlcea, comuna se află la intersecția paralelei de 45o51` latitudine nordică cu meridianul 24o16` longitudine estică. Se învecinează la est cu comuna Vlădești, la vest cu comuna Stoenești, la sud-est cu Ocnele Mari, la sud-vest cu comuna Bunești și la nord cu Băile Olănești.

### Geologie
Primele cercetări de o amploare mai mare a zonei în care este inclusă și comuna Păușești-Măglași au fost întreprinse îm anul 1907 de G. Murgoci-Munteanu, care începând de la Rm. Vâlcea, cercetează Ocnele Mari, Bunești, Govora și Păușești-Măglași.
Alte cercetări au fost făcute după anul 1949.
Din cercetările efectuate rezultă că teritoriul comunei Păușești-Măglași se încadrează în zona dealurilor subcarpatice, alcătuite din roci sedimentare.
Analizând reprezentarea reliefului după altitudine se constată că cea mai mare parte din suprafața de teren a comunei se află la altitudinea specifică dealurilor subcarpatice – între 400 m – 700 m.
Acest cadru cuprinde o zonă de depozite paleogene în partea de nord și o zonă de depozite miocene, ce se dezvoltă în zona Ocnele Mari- Păușești-Măglași- Bunești.
În regiunea dintre Valea Otăsăului și Bunești – Păișești-Măglași axul sinclinal are o orientare vest-est și prezintă câteva cute secundare, iar în zona Bunești- Păușești-Măglași axul sinclinal ia o direcție spre sud-est până la dealul Teișului. De aici se îndreaptă luând direcția vest-est sprijinindu-se spre sud pe slaba treaptă anticlinală de șisturi care separă depresiunea cu sare de anticlinalul de la Ocnele Mari.

### Relief
Făcînd parte din regiunea dealurilor din sudul Carpaților Meridionali, aceste depresiuni slab cutate ce coboară spre sud către Podișul Getic, zona comunei Păușești-Măglași nu poate fi socotită decît un teritoriu prin excelență de dealuri. Această caracterizare este pusă în evidență și de felul cum este repartizată suprafața comunei, având peste 75% dealuri. Etajarea unui relief așa cum este cel de la Păușești-Măglași indică o accentuată varietate a acestuia în ansamblul unei fragmentări.
Diversificarea reliefului este o consecință a complexității geologice, considerată sub aspectul structurii și naturii rocilor cât și sub acela al vârstei.
În al doilea rând varietatea reliefului se datorează și unei îndelungate și complicate evoluții care a dus la diferențierea geologică dar și geomorfologică a două trepte principale de relief: cea înaltă, muntoasă, cu o evoluție mai îndepărtată și cea deluroasă și colinară, dezvoltată la periferia și pe seama primei trepte, așa cum sunt de exemplu dealurile ce înconjoară comuna Păușești-Măglași și celelalte dealuri din această zonă subcarpatică.
Începând de la nord-est coboară dealul Purcărețului, de la nord-vest, dealul Cheia și la sud-vest dealul Buneștilor. Între aceste dealuri este închisă comuna Păușești-Măglași pe teritoriul căreia găsim dealuri mai mici și muncele cum sunt: dealurile Coasta, Chiciora, Muscelul, Mierla, Lunca și Pargului. Pe versanții dealurilor ce înconjoară comuna ca și pe cei din interior s-au format numeroase văi ca urmare a torenților proveniți din ploile abundente de primăvară și toamnă, precum și din topirea zăpezilor. Aceste văi și-au format un curs ocolit, în funcție de structura terenului, șerpuind printre formele de relief colinar, înălțimi cărora localnicii le-au zis dealuri. Între acestea se întind platforme acoperite în întregime cu pomi fructiferi.
Cea mai joasă treaptă de relief a comunei este depresiunea Păușești-Olănești formată din depozite miocene sarmatice depuse peste roci.

### Hidrografie
Principala apă curgătoare este râul Olănești; lunca sa este foarte îngustă, de formație aluvionară și este folosită pentru cultivarea legumelor și porumbului.
Deoarece în timpul ploilor de primăvară și toamnă aducea multă viitură și se revărsa, cursul râului Olănești a fost regularizat prin lucrări de îndiguire, iar pe teritoriul comunei vecine - Vlădești pe cursul său a fost construit un baraj în spatele căruia s-a format un lac de acumulare.
Relieful comunei Păușești-Măglași este brăzdat de multe văi. În satul Valea Cheii, în partea de vest a râului Olănești se află pârâul Cheia. Pe parcursul acestui pârâu pe teritoriul satului Cheia s-au construit bazinele de apă potabilă ce alimentează municipiul Rm. Vâlcea, apa fiind transportată prin conductă.
Cele două ape se unesc pe teritoriul comunei Păușești-Măglași dar, cu secole în urmă, ele se uneau în actualul centru civic al localitătii.
Satul Ulmețel este brăzdat de Valea de Brădet care are albia adâncă și sinuoasă iar în timpul verii seacă. Viteza de curgere este foarte mare în timpul ploilor mari datorită diferenei de nivel de la izvoare până la vărsarea în râul Olănești. Deoarece producerea de revărsări pe teritoriul satului este prins în planul de regularizare a cursului.
Satul Coasta este brăzdat de apa Văii de Case, o vale cu caracter torențial care produce inundații în timpul ploilor de primăvară și toamnă. Cursul acestei văi a fost canalizat în cea mai mare parte. De asemeni, au fost efectuate lucrări pe tot cuprinsul comunei deoarece pe pantele dealurilor, acolo unde nu se întâlnea fenomenul de eroziune, se produceau totuși alunecări de teren. Cele mai multe alunecări de teren au avut loc pe teritoriul satului Valea Cheii unde s-au format așa numitele "somardoale". Pe teritoriul satului Pietrari se află Valea Pietroasei – de la această vale și numele satului. Valea este foarte adâncă iar la confluența ei cu râul Olănești se află o stație de măcinat piatra și o balastieră ce folosește pietrișul adus atât de râul Olănești cât și de Valea Pietroasei. Localnicii ii spun pâraului Valea Pietrosii.
Numele satului Pietrari provine de la meseria de baza  a  barbatilor din sat : pietrari , oameni care se ocupau cu exploatarea pietrei din Valea Pietrosii si din valea râului Olanesti. Din piatra provenita de pe Valea Pietrosii a fost construit actualul Liceu Lahovari din Rm.Valcea.
Apa potabilă este provenită din izvoare ce ies la suprafață la baza versanților și în locurile joase din lunca Olăneștiului.
În vatra satului apa este captată în fântâni săpate până la nivelul pânzei freatice, la adâncimi între 2 m și 14 m. În ultimii ani multe izvoare au fost captate în bazine amenajate și apa se aduce prin conducte până la locuințe.
În trecut, apa râului Olănești a fost folosită pentru a pune în mișcare pietrele morilor, a pivelor și fierăstraielor.

### Climă
Așezată în regiunea de dealuri și înconjurată de pădure, comuna Paușești-Măglași se încadrează în specificul climei temperat-continentale temperatura medie anuală fiind de +10 grade Celsius.

### Floră și faună
Formele de relief și condițiile pedoclimatice existente pe teritoriul comunei au favorizat dezvoltarea unei vegetații bogate. Pe unele platouri predomină gorunul în amestec cu alte specii de foioase: frasin, arțar, carpen, tei, plop, mar și păr pădureț și, izolat câte un fag bătrân. Din flora pajiștilor amintim: paisca, rogozul, trifoiul, păpădia etc.
Dintre animalele sălbatice cel mai reprezentativ a fost lupul și ursul, în ziua de azi fiind pe cale de dispariție ca și jderul de pădure. Alte animale sălbatice întâlnite pe aria comunei sunt: iepurele, vulpea, viezurele, veverița, dihorul, nevăstuica și în ultimii ani porcul mistreț și căprioara.

## Demografie
Componența etnică a comunei Păușești-Măglași
     Români (91,09%)
     Romi (1,83%)
     Alte etnii (7,08%)
Componența confesională a comunei Păușești-Măglași
     Ortodocși (91,4%)
     Alte religii (1,17%)
     Necunoscută (7,43%)
Conform recensământului efectuat în 2021, populația comunei Păușești-Măglași se ridică la 3.929 de locuitori, în scădere față de recensământul anterior din 2011, când fuseseră înregistrați 3.992 de locuitori. Majoritatea locuitorilor sunt români (91,09%), cu o minoritate de romi (1,83%). Din punct de vedere confesional, majoritatea locuitorilor sunt ortodocși (91,4%), iar pentru 7,43% nu se cunoaște apartenența confesională.

## Politică și administrație
Comuna Păușești-Măglași este administrată de un primar și un consiliu local compus din 13 consilieri. Primarul, Ion Radi[*], de la Partidul Social Democrat, este în funcție din 1 noiembrie 2024. Începând cu alegerile locale din 2024, consiliul local are următoarea componență pe partide politice:
|  | Partid                          | Consilieri | Componența Consiliului | Componența Consiliului | Componența Consiliului | Componența Consiliului | Componența Consiliului | Componența Consiliului | Componența Consiliului |
|  | ------------------------------- | ---------- | ---------------------- | ---------------------- | ---------------------- | ---------------------- | ---------------------- | ---------------------- | ---------------------- |
|  | Partidul Social Democrat        | 7          |                        |                        |                        |                        |                        |                        |                        |
|  | Partidul Național Liberal       | 3          |                        |                        |                        |                        |                        |                        |                        |
|  | Uniunea Salvați România         | 1          |                        |                        |                        |                        |                        |                        |                        |
|  | Alianța pentru Unirea Românilor | 1          |                        |                        |                        |                        |                        |                        |                        |
|  | Forța Dreptei                   | 1          |                        |                        |                        |                        |                        |                        |                        |

## Istorie
Comuna este așezată în zona de intensa atestare cu vestigii dacice. Făcea parte din arealul Buridavei care avea așezări centrale lângă Ocnele Mari și așezări marginale care cuprindeau toată zona.
C. Alexandrescu în dicționarul geografic al județului Vâlcea despre Păușești-Măglași arată că primii locuitori au fost măglașii în sărăsia salinelor mari, de unde s-a dat comunei numele de " MĂGLAȘI ".
Cuvântul ,,măglași" provine de la grămada de sare - mâglă- folosită ca unitate de măsură pentru sare, în funcție de care erau plătiți cei care munceau la extragerea ei din salinele de la Ocne ( actual Ocnele Mari ).
Prima atestare documentară cu privire la existența satului Păușești-Măglași datează din anul 2 august, 1453. Este un act redactat la Gheorghița de către Vladislav al II-lea voievod. Din cuprinsul acestui hrisov reiese că moșia Păușești a fost întărită boierilor Stan și Vladimir care o stăpâneau încă de pe vremea lui Basarab fără a avea acte de proprietate.
Următoarea mențiune documentară a satului o întâlnim într-un hrisov în 10 mai, 1559 dat de Alexandru Mircea voievod. În anul 1579 obștea Păușești este atestată documentar în timpul domniei lui Radu Mihnea voievod care întărește unui oarecare Stan și copiilor lui " ocina la Păușești, partea lui toată oricât se va alege".
Istoria acestei obști este o permanentă luptă pentru apărarea drepturilor ei strămoșești în fața tendințelor de aservire ale unor boieri vecini sau, mai târziu, ale Episcopiei Râmnicului și Mănăstirii Sărăcinești.
Spre sfârșitul secolului al XVII-lea documentele vorbesc despre o altă familie de boieri și anume boierii Păușești, familie ce apare și în pisania bisericii Sărăcinești alături de boierii Sărăcinești, ctitori ai acestui lăcaș. Numele boierilor Păușești provine de la intemeietoarea acestei familii , boieroaica Păușa.
Un document datat 15 ianuarie 1695 vorbește despre vânzarea unei livezi la Păușești-Măglași. Este prima dată când într-un document apar alături cele două nume de Păușești și Măglași.

### Satul Coasta
Actualul sat Coasta a fost înainte de anul 1900 nucleul comunei Păușești-Măglași. Lângă biserica din satul Coasta se afla "Casa Sfatului", o căsuță din lemn cu pridvor care a fost în secolul trecut mai întâi școală și apoi "Casa Sfatului". Satul avea, după cum menționeaza dicționarul geografic al județului Valcea, o populație de 611 locuitori.
Numele de Coasta l-a primit în epoca modernă, după strămutarea centrului rural în actualul amplasament de pe valea Olăneștiului și datorită așezării sale geografice pe versantul estic al dealului cu același nume - Coasta Mare.

### Satul Vlăduceni
Numele de Vlăduceni vine, după cum spun bătrânii satului, de la Vladu, primul locuitor. Prima mențiune documentară apare într-un act de hotărnicie datat 15 aprilie, 1608.
Onisfor Vlăduceanu din neamul Vlăducenilor a construit în anul 1744 o biserică în sat.

### Satul Pietrari
Numele satului vine de la așezarea sa geografică de-a lungul torentului Pietroasa.Localnicii îi spun pârâului Valea Pietroșii.
Numele satului Pietrari provine de la meseria de bază a bărbaților din sat : pietrari , oameni care se ocupau cu exploatarea pietrei din Valea Pietroșii și din valea raului Olănesti. Din piatra provenită de pe Valea Pietroșii a fost construit actualul Liceu Lahovari din Rm.Vâlcea ( fostă Școala medie și apoi Liceul Nicolae Bălcescu , în timpul regimului comunist).
În Dicționarul geografic al județului Vâlcea, ediția 1893, C. Alexandrescu menționează: „Pietrarii fac parte din comuna rurală Păușești - plaiul Cozia”.
Avea o populație de 300 locuitori (145 bărbați și 155 femei).
Pe Valea Pietrari (Valea Pietroșii) se află cariera de piatră.
Biserica din sat a fost construită în anul 1786.

### Satul Sărăcinești
Satul își trage numele de la boierii Sărăcin - care cu timpul și-au luat numele de Sărăcinești - primii stăpâni ai acestor locuri. Aceasta familie a ridicat un schit care s-a numit Sărăcinești.
Un pergament cu litere slave redactat la București la 22 august, 1580 menționează o întărire domnească asupra satului, iar la 16 ianuarie, 1615 un hrisov menționeaza "Slobozire de sat la Sărăcinești".
Despre satul Sărăcinești C. Alexandrescu menționează următoarele: „Sărăcinești - comună rurală - plaiul Cozia compusă din două cătune: Sărăcinești și Viezuri. Este situată lângă apa râului Sărăcinești între dealul Coasta Luncii și Pirigu, la 12 km departe de capitala județului și la 5 km de a plaiului. Are o populație de 660 locuitori (în care intră și 18 familii de țigani)”.
În Dicționarul geografic al județului Vâlcea al lui C. Alessandrescu ediția 1893, în cadrul comunei Păușești-Măglași figurează și satul Chiciora. Astăzi se mai păstrează în toponomie denumirea de Chiciora dată unui cătun al actualului sat Ulmețel.

## Cultura
Căminul Cultural ca instituție a luat ființa în anul 1934 într-o fostă cârciumă, iar în 1962 a început construcția unui cămin nou care se compune din sală de cinematograf și alte festivități, bibliotecă, discotecă, o sala pentru nunți și hore.
Dintre formațiile care și-au desfășurat activitatea putem menționa formația corală care cuprindea peste 100 coriști, pe acea vreme unul dintre corurile valoroase ale județului.